# خال‌سهره گلوسرخ

خال‌سهره گلوسرخ (نام علمی: Hypargos niveoguttatus) یا خال‌سهره پیترز گونه‌ای رایج از پرندگان است که در جنوب صحرای آفریقا یافت می‌شود. این گونه دارای دامنه گسترده‌ای با گسترهٔ جهانی وقوع برآوردی ۲۰۰۰۰۰۰ کیلومتر مربع می باشد.
معمولاً در آنگولا، بوروندی، جمهوری دموکراتیک کنگو، کنیا، مالاوی، موزامبیک، نامیبیا، رواندا، سومالی، آفریقای جنوبی، تانزانیا، زامبیا و زیمبابوه دیده می‌شود. وضعیت گونه به عنوان کمترین نگرانی ارزیابی می‌شود.